# Grand Prix automobile d'Italie 2021
GP précédent GP suivant
Le Grand Prix automobile d'Italie 2021 (Formula 1 Gran Premio Heineken d'Italia 2021) disputé le 12 septembre 2021 sur le circuit de Monza, est la 1049e épreuve du championnat du monde de Formule 1 courue depuis 1950 où le circuit, situé dans le Parco Reale de Monza et surnommé « le Temple de la vitesse », faisait partie des sept pistes utilisées pour cette édition inaugurale. Il s'agit de la soixante-douzième édition du Grand Prix d'Italie comptant pour le championnat du monde de Formule 1, la soixante-et-onzième se tenant à Monza et la quatorzième manche du championnat 2021.
L'édition 2021 du Grand Prix d'Italie est la deuxième épreuve de la saison à tester un nouveau format du week-end de course, avec la  « qualification sprint » introduite le 17 juillet en Grande-Bretagne pour déterminer la grille de départ. Une séance d'essais libres, d'une heure le vendredi, est suivie l'après-midi d'une séance de qualification selon le système Q1, Q2, Q3, pour déterminer l'ordre de départ de la qualification sprint qui se dispute sous la forme d'une course de 100 km (soit 18 tours de la piste lombarde), disputée le samedi. Son classement compose alors la grille de départ de la course du dimanche et attribue des points aux trois premiers,.
Auteur du meilleur temps des qualifications disputées le vendredi, Valtteri Bottas s'élance, le lendemain, en tête sur la grille de départ de la qualification sprint, devant son coéquipier Lewis Hamilton. Néanmoins, quel que soit son résultat, le Finlandais s'élancera dernier du Grand Prix, pénalisé après le changement complet de son unité de puissance. En deuxième ligne pour les dix-huit tours de circuit, Max Verstappen devance Lando Norris ; suivent Daniel Ricciardo et Pierre Gasly en troisième ligne et les Ferrari de Carlos Sainz Jr. et Charles Leclerc sur la quatrième ligne.
En tête de bout en bout, Valtteri Bottas remporte la qualification sprint et marque trois points mais est relégué en fond de grille pour le Grand Prix. Max Verstappen, bien que deuxième du sprint, récupère donc la pole position, accompagné en première ligne par Daniel Ricciardo qui n'avait pas connu une telle place sur la grille depuis son départ de Red Bull en 2018. Alors que Bottas réussit parfaitement son envol, Lewis Hamilton rate le sien : il est débordé par Verstappen, Ricciardo, Pierre Gasly et Lando Norris. Dans la première chicane, Gasly touche la roue arrière de la McLaren de Ricciardo et casse son aileron avant. Lorsque celui-ci se loge sous sa voiture, il sort immédiatement de la piste à pleine vitesse dans la Curva grande et traverse le bac à graviers avant de taper les protections. La voiture de sécurité est de sortie pour trois tours, et les positions sont acquises à la relance : Bottas, suivi par Verstappen, Ricciardo, Norris et Hamilton, qui ne trouvera jamais l'ouverture face à son jeune compatriote et termine le sprint à la cinquième place devant les Ferrari de Leclerc et de Sainz. Sur la grille de départ du Grand Prix, Norris et Hamilton sont sur la deuxième ligne, Leclerc et Sainz sur la troisième ligne, devant Antonio Giovinazzi et Sergio Pérez, suivis par Lance Stroll et Fernando Alonso.
Daniel Ricciardo remporte la huitième victoire de sa carrière, sa première depuis le Grand Prix de Monaco 2018 (soit soixante-sept Grands Prix disputés), tandis que son écurie McLaren Racing obtient, avec la deuxième place de son coéquipier Lando Norris, son premier doublé depuis le Grand Prix du Canada 2010. L'équipe dirigée par Zak Brown n'avait plus fêté de victoire depuis celle de Jenson Button au Grand Prix du Brésil 2012. Ricciardo construit son succès en prenant un meilleur départ que Max Verstappen pour s'installer aux commandes de la course qu'il va mener quasiment de bout en bout ; toutefois, le véritable tournant de la course intervient au vingt-sixième tour, quand Verstappen et Hamilton s'accrochent à la première chicane. L'arrêt au stand du Néerlandais, un tour après Ricciardo, s'éternise pendant onze secondes. Relâché dans le peloton, Verstappen se retrouve à la hauteur de Hamilton qui vient de sortir à son tour de la voie des stands, les deux pilotes se battant à ce moment pour la septième place. Les voitures sont côte à côte dans la variante del Retiffilo, celle de Verstappen escalade le vibreur extérieur, se soulève, sa roue arrière s'engrène sur celle de la voiture de Hamilton et le fond plat de la Red Bull s'écrase sur le halo de la Mercedes W12, tandis que la roue arrière droite touche le casque de Hamilton. Ce double abandon spectaculaire (le premier pour Hamilton depuis le Grand Prix d'Autriche 2018) provoque la sortie de la voiture de sécurité. Charles Leclerc bénéficie ainsi d'un arrêt gratuit et se retrouve deuxième derrière Ricciardo. 
Daniel Ricciardo gère la relance sans problème tandis que Leclerc, en manque de puissance, cède rapidement aux assauts de Lando Norris puis de Sergio Pérez qui coupe la deuxième chicane pour le dépasser sans lui rendre sa position, ce qui lui vaut cinq secondes de pénalité. Valtteri Bottas, revenu du fond de grille, dépasse ensuite Leclerc pour se caler dans les échappements de la Red Bull. Alors que les McLaren s'acheminent vers un doublé, Norris interroge son stand pour savoir s'il est opportun d'aller chercher son coéquipier ; ils conviennent par la négative, l'essentiel étant d'assurer ce résultat inattendu. Alors que les voitures orange papaye franchissent triomphalement la ligne d'arrivée, sous le drapeau à damier brandi par le champion olympique du 100 mètres Lamont Marcell Jacobs, Pérez troisième est rétrogradé au cinquième rang, compte tenu de sa pénalité. Bottas accompagne par conséquent Ricciardo et Norris sur le podium et Leclerc se classe quatrième. Son coéquipier Carlos Sainz prend la sixième place, Lance Stroll amène son Aston Martin en septième position, Fernando Alonso prend les quatre points de la huitième place, George Russell marque, à nouveau, pour Williams et Esteban Ocon récolte l'unité restante. Daniel Ricciardo s'adjuge par ailleurs le point bonus du meilleur tour dans la dernière boucle et est élu « pilote du jour ». Dans la soirée, après avoir été entendu avec son rival par les commissaires de course, Max Verstappen, jugé responsable de l'accrochage, écope d'une pénalité de trois places sur la grille de départ du prochain Grand Prix de Russie. 
Si Verstappen et Hamilton font match nul, les deux points gagnés par le Néerlandais à l'arrivée de la qualification sprint lui permettent de porter son avance à cinq points : 226,5 à 221,5. Bottas reste troisième (141 points) devant Norris (132 points) alors que Pérez est toujours cinquième (118 points) talonné par Leclerc (104 points). Suivent Sainz (97,5 points) et Ricciardo qui grimpe à la huitième place (83 points). Gasly qui n'a pas marqué est au neuvième rang (66 points) devant Alonso (50 points) et Ocon, onzième avec 45 points. En tête du championnat des constructeurs, Mercedes Grand Prix (362,5 points) possède 18 points d'avance sur Red Bull Racing (344,5 points). McLaren (215 points) reprend la troisième place à Ferrari (201,5 points). Beaucoup plus loin, Alpine tient le cinquième rang (95 points), devant Alpha Tauri qui reste à 84 points, Aston Martin (59 points), Williams (22 points) et Alfa Romeo (3 points). Haas attend toujours son premier point.

## Pneus disponibles
| Pneus pour piste sèche | Pneus pour piste sèche | Pneus pour piste sèche | Pneus pluie    | Pneus pluie |
| ---------------------- | ---------------------- | ---------------------- | -------------- | ----------- |
| Durs (Type C2)         | Medium (Type C3)       | Tendres (Type C4)      | Intermédiaires | Pluie       |

## Essais libres et qualifications

### Première séance d'essais libres, le vendredi de 14 h 30 à 15 h 30
| Pos. | Pilote           | Voiture               | Chrono         | Écart     |
| ---- | ---------------- | --------------------- | -------------- | --------- |
| 1    | Lewis Hamilton   | Mercedes              | 1 min 20 s 926 |           |
| 2    | Max Verstappen   | Red Bull-Honda        | 1 min 21 s 378 | + 0 s 452 |
| 3    | Valtteri Bottas  | Mercedes              | 1 min 21 s 451 | + 0 s 525 |
| 4    | Lance Stroll     | Aston Martin-Mercedes | 1 min 21 s 676 | + 0 s 750 |
| 5    | Pierre Gasly     | AlphaTauri-Honda      | 1 min 21 s 719 | + 0 s 793 |
| 6    | Sebastian Vettel | Aston Martin-Mercedes | 1 min 21 s 824 | + 0 s 898 |

### Séance de qualification, le vendredi de 18 h à 19 h
| Pos.                                                                                      | Pilote             | Écurie                | Qualifications 1 | Qualifications 2 | Qualifications 3 |
| ----------------------------------------------------------------------------------------- | ------------------ | --------------------- | ---------------- | ---------------- | ---------------- |
| 1                                                                                         | Valtteri Bottas    | Mercedes              | 1 min 20 s 685   | 1 min 20 s 032   | 1 min 19 s 555   |
| 2                                                                                         | Lewis Hamilton     | Mercedes              | 1 min 20 s 543   | 1 min 19 s 936   | 1 min 19 s 651   |
| 3                                                                                         | Max Verstappen     | Red Bull-Honda        | 1 min 21 s 035   | 1 min 20 s 229   | 1 min 19 s 966   |
| 4                                                                                         | Lando Norris       | McLaren-Mercedes      | 1 min 20 s 916   | 1 min 20 s 059   | 1 min 19 s 989   |
| 5                                                                                         | Daniel Ricciardo   | McLaren-Mercedes      | 1 min 21 s 292   | 1 min 20 s 435   | 1 min 19 s 995   |
| 6                                                                                         | Pierre Gasly       | AlphaTauri-Honda      | 1 min 21 s 440   | 1 min 20 s 556   | 1 min 20 s 260   |
| 7                                                                                         | Carlos Sainz Jr.   | Ferrari               | 1 min 21 s 118   | 1 min 20 s 750   | 1 min 20 s 462   |
| 8                                                                                         | Charles Leclerc    | Ferrari               | 1 min 21 s 219   | 1 min 20 s 767   | 1 min 20 s 510   |
| 9                                                                                         | Sergio Pérez       | Red Bull-Honda        | 1 min 21 s 308   | 1 min 20 s 882   | 1 min 20 s 611   |
| 10                                                                                        | Antonio Giovinazzi | Alfa Romeo-Ferrari    | 1 min 21 s 197   | 1 min 20 s 726   | 1 min 20 s 808   |
| 11                                                                                        | Sebastian Vettel   | Aston Martin-Mercedes | 1 min 21 s 394   | 1 min 20 s 913   |                  |
| 12                                                                                        | Lance Stroll       | Aston Martin-Mercedes | 1 min 21 s 415   | 1 min 21 s 020   |                  |
| 13                                                                                        | Fernando Alonso    | Alpine-Renault        | 1 min 21 s 487   | 1 min 21 s 069   |                  |
| 14                                                                                        | Esteban Ocon       | Alpine-Renault        | 1 min 21 s 500   | 1 min 21 s 103   |                  |
| 15                                                                                        | George Russell     | Williams-Mercedes     | 1 min 21 s 890   | 1 min 21 s 392   |                  |
| 16                                                                                        | Nicholas Latifi    | Williams-Mercedes     | 1 min 21 s 925   |                  |                  |
| 17                                                                                        | Yuki Tsunoda       | AlphaTauri-Honda      | 1 min 21 s 973   |                  |                  |
| 18                                                                                        | Mick Schumacher    | Haas-Ferrari          | 1 min 22 s 248   |                  |                  |
| 19                                                                                        | Robert Kubica      | Alfa Romeo-Ferrari    | 1 min 22 s 530   |                  |                  |
| 20                                                                                        | Nikita Mazepin     | Haas-Ferrari          | 1 min 22 s 716   |                  |                  |
| Temps minimal à réaliser pour la qualification : 1 min 26 s 181 (107 % de 1 min 20 s 543) |                    |                       |                  |                  |                  |

- Nicholas Latifi, auteur du seizième temps, rate sa qualification en Q2 pour 36 millièmes de seconde, forcé de ralentir dans son dernier tour lancé afin d'éviter un lapin qui a traversé la piste juste devant sa trajectoire[9].

### Deuxième séance d'essais libres, le samedi de 12 h à 13 h
| Pos. | Pilote          | Voiture            | Chrono         | Écart     |
| ---- | --------------- | ------------------ | -------------- | --------- |
| 1    | Lewis Hamilton  | Mercedes           | 1 min 23 s 246 |           |
| 2    | Valtteri Bottas | Mercedes           | 1 min 23 s 468 | + 0 s 222 |
| 3    | Max Verstappen  | Red Bull-Honda     | 1 min 23 s 662 | + 0 s 416 |
| 4    | Sergio Pérez    | Red Bull-Honda     | 1 min 23 s 917 | + 0 s 671 |
| 5    | Esteban Ocon    | Alpine-Renault     | 1 min 24 s 263 | + 1 s 017 |
| 6    | Robert Kubica   | Alfa Romeo-Ferrari | 1 min 24 s 280 | + 1 s 034 |

- Peu avant la mi-séance, le drapeau rouge est agité après que Carlos Sainz Jr. a perdu le contrôle de sa Ferrari dans la variante Ascari et percuté le mur par l'avant ; ses deux suspensions avant sont détruites et, comme la semaine précédente, ses mécaniciens doivent s'engager dans une course contre la montre pour remettre en état la Ferrari SF21 avant la qualification sprint à Monza[11].

## Qualification Sprint

### Résultats de la Qualification Sprint, le samedi de 16 h 30 à 17 h
| Pos. | Pilote             | Voiture               | Tours | Temps/Abandon   | Grille | Points |
| ---- | ------------------ | --------------------- | ----- | --------------- | ------ | ------ |
| 1    | Valtteri Bottas    | Mercedes              | 18    | 27 min 54 s 078 | 1      | 3      |
| 2    | Max Verstappen     | Red Bull-Honda        | 18    | + 2 s 325       | 3      | 2      |
| 3    | Daniel Ricciardo   | McLaren-Mercedes      | 18    | + 14 s 534      | 5      | 1      |
| 4    | Lando Norris       | McLaren-Mercedes      | 18    | + 18 s 835      | 4      |        |
| 5    | Lewis Hamilton     | Mercedes              | 18    | + 20 s 011      | 2      |        |
| 6    | Charles Leclerc    | Ferrari               | 18    | + 23 s 442      | 8      |        |
| 7    | Carlos Sainz Jr.   | Ferrari               | 18    | + 27 s 952      | 7      |        |
| 8    | Antonio Giovinazzi | Alfa Romeo-Ferrari    | 18    | + 31 s 089      | 10     |        |
| 9    | Sergio Pérez       | Red Bull-Honda        | 18    | + 31 s 680      | 9      |        |
| 10   | Lance Stroll       | Aston Martin-Mercedes | 18    | + 38 s 671      | 12     |        |
| 11   | Fernando Alonso    | Alpine-Renault        | 18    | + 39 s 795      | 13     |        |
| 12   | Sebastian Vettel   | Aston Martin-Mercedes | 18    | + 41 s 177      | 11     |        |
| 13   | Esteban Ocon       | Alpine-Renault        | 18    | + 43 s 373      | 14     |        |
| 14   | Nicholas Latifi    | Williams-Mercedes     | 18    | + 45 s 977      | 16     |        |
| 15   | George Russell     | Williams-Mercedes     | 18    | + 46 s 821      | 15     |        |
| 16   | Yuki Tsunoda       | AlphaTauri-Honda      | 18    | + 49 s 977      | 17     |        |
| 17   | Nikita Mazepin     | Haas-Ferrari          | 18    | + 1 min 2 s 599 | 20     |        |
| 18   | Robert Kubica      | Alfa Romeo-Ferrari    | 18    | + 1 min 5 s 096 | 19     |        |
| 19   | Mick Schumacher    | Haas-Ferrari          | 18    | + 1 min 6 s 154 | 18     |        |
| Abd. | Pierre Gasly       | AlphaTauri-Honda      | 0     | Sortie de piste | 6      |        |

### Grille de départ
- Valtteri Bottas, auteur du meilleur temps des qualifications et vainqueur de la qualification sprint, est pénalisé d'un recul sur la grille de départ à la suite de l'installation d'une unité de puissance entièrement neuve, son quatrième bloc de la saison, dépassant ainsi le quota alloué pour l'année ; il s'élance donc de la vingtième et dernière place[13] ;
- La pole position revient dès lors à Max Verstappen, accompagné par Daniel Ricciardo sur la première ligne. Cinquième du sprint, Lewis Hamilton part en deuxième ligne, derrière Lando Norris ; la troisième ligne est composée des Ferrari de Charles Leclerc qui devance Carlos Sainz Jr. ;
- Pierre Gasly, après son accident lors de la qualification sprint, reçoit une pénalité d'un recul de cinq places pour le changement de sa boîte de vitesses. Il est ensuite contraint de prendre le départ depuis la voie des stands car sa voiture a été modifiée sous le régime du parc fermé et a reçu plusieurs éléments neufs, dont plusieurs d'une nouvelle spécification[14] ;
- Yuki Tsunoda est victime d'un problème à moins de dix minutes du départ et sa monoplace est ramenée dans son box ; il doit désormais partir depuis la voie des stands[15] ; le problème ne pouvant pas être résolu, Tsunoda ne prend finalement pas le départ de l'épreuve.

## Course

### L'accrochage Verstappen-Hamilton
La lutte entre deux rivaux pour le titre mondial a engendré par le passé des accrochages restés fameux, comme entre Alain Prost et Ayrton Senna en 1989 et 1990, Michael Schumacher et Damon Hill en 1994 ou encore Schumacher et Jacques Villeneuve en 1997 mais ceux-ci se sont à chaque fois produits à la dernière course de la saison alors que cette année, c'est déjà la deuxième fois après le Grand Prix de Grande Bretagne que Lewis Hamilton et Max Verstappen s'accrochent sévèrement en course. 
À Monza, Hamilton et Verstappen sont proches de l'accident dans la deuxième chicane au premier tour, quand Verstappen empêche, de manière musclée, son rival de passer. Le fait qu'ils se retrouvent à batailler dans la première chicane à l'entame du 26e tour, résulte de circonstances particulières : quand Daniel Ricciardo s'arrête au stand au vingt-deuxième tour, Verstappen occupe brièvement la tête avant d'aller changer ses pneus à la fin de la boucle suivante tandis qu'Hamilton roule en quatrième position, à un peu plus de six secondes. À cause d'une écrou de roue récalcitrant causant un problème de serrage de la roue avant-droite, le Néerlandais n'est relâché qu'après onze secondes et reprend la piste en neuvième position toute provisoire, au milieu du ballet des premiers arrêts. Hamilton est, à son tour, en tête de la course dans la vingt-cinquième boucle quand il oblique vers la voie des stands ; son arrêt, de quatre secondes, est tout aussi catastrophique. Lando Norris est devant Verstappen, aileron arrière mobile ouvert dans la ligne droite, quand il repart en piste. Le jeune pilote McLaren garde l'avantage, Verstappen arrive au freinage de la première chicane quasiment à la hauteur de Hamilton qui conserve un museau d'avance. Dans la deuxième partie de la chicane, la Mercedes W12 a toujours une très légère avance, la place manque et Verstappen rebondit sur le gros vibreur extérieur (appelé « la saucisse »), ce qui déstabilise sa monoplace et la soulève suffisamment pour que sa roue arrière droite escalade celle de la voiture rivale. Le fond plat de la RB16B s'écrase sur la halo qui protège le cockpit de la voiture d'Hamilton mais sa roue arrière droite appuie sur le casque du pilote. Les deux voitures, l'une sur l'autre, s'arrêtent dans le bac à graviers. Verstappen s'extrait et n'a pas un regard pour Hamilton en train de tenter de se dégager pour reprendre la piste avant que son stand ne lui demande de couper son moteur. 
Sur l'attitude de Verstappen, Hamilton se montre surpris : « J'ai vu Max sortir et passer à côté de moi. J'ai trouvé cela un peu surprenant parce qu'en fin de compte, je pense que lorsque nous avons des incidents, la première chose que nous voulons faire est de nous assurer que le gars avec lequel nous nous sommes crashés va bien. Mais j'ai pu sortir. » Il explique aussi avoir un peu mal au cou. Son rival se justifie : « Lewis allait bien, il essayait toujours de reculer alors que j'étais déjà sorti de la voiture. Quand tu ne vas pas bien, tu ne fais pas ça. » Hamilton considère que le halo lui a sauvé la vie : « Je ne pense pas avoir jamais été frappé à la tête par une voiture auparavant. Ma tête a vraiment bougé vers l’avant. Je cours depuis très, très longtemps et je suis très reconnaissant d’être encore là. Je me sens incroyablement béni, comme si quelqu'un avait veillé sur moi aujourd'hui. »
Les deux patrons d'écurie, Toto Wolff et Christian Horner, louent aussi de concert la présence du halo sans lequel les conséquences de cet accrochage auraient pu être autrement graves. Mais sur les responsabilités de l'accident, leurs avis divergent. Pour Toto Wolff : « Je pense qu'il y a principalement un pilote à blâmer, comme nous l'avons vu dans le passé. Dans le football, vous diriez qu'il s'agissait d'une faute tactique, donc volontaire. Il savait probablement que si Lewis restait en tête, c'était peut-être la victoire pour Lewis. Il est donc clair que Verstappen est en faute. » Il ajoute : « Je pense que si nous ne gérons pas cela de la bonne manière cela va continuer à dégénérer. Ils ont eu un accident à grande vitesse à Silverstone et aujourd'hui nous avons eu une voiture qui a terminé sur l’autre, sur la tête de Lewis, alors jusqu'où pouvons-nous aller ? Peut-être que la prochaine fois, nous aurons un accident à grande vitesse et que les deux voitures atterriront cette fois-ci l'une sur l'autre, le résultat pourrait être dramatique. » Pour Christian Horner, appuyé par Helmut Marko, « Le plus important aujourd'hui est que le halo a fait son travail, car c'est un accident étonnant, Dieu merci personne n'a été blessé.  Maintenant, je suis déçu que Toto dise que ce serait une faute tactique. Je pense que Max a le droit d'avoir plus d'espace pour travailler dans le virage no 2 mais je pense que l'on pourrait voir ça comme un incident de course. Je pense que l'on pourrait dire que Max aurait pu lâcher et passer un peu plus à gauche et l'on peut dire que Lewis aurait pu lui donner plus d'espace. Faire pencher la responsabilité d'un côté ou de l'autre est difficile dans cet incident. Max avait la bonne dynamique, il avait assez d'espace à l'extérieur. Lewis lui a laissé assez de place au virage no 1 et je pense que d'après nous, peut-être que Lewis a trop refermé au virage no 2. C'est très frustrant d'abandonner. »
Après la course, les commissaires en fonction à Monza entendent les deux rivaux et leurs conclusions sont claires : le responsable de l'accrochage est Max Verstappen. En conséquence, ils le pénalisent d'un recul de trois places sur la grille de départ de la quinzième manche, en Russie et lui retirent deux points sur sa Super Licence.

### Classement de la course
| Pos. | no | Pilote             | Écurie                | Tours | Temps/Abandon                                           | Grille  | Points |
| ---- | -- | ------------------ | --------------------- | ----- | ------------------------------------------------------- | ------- | ------ |
| 1    | 3  | Daniel Ricciardo   | McLaren-Mercedes      | 53    | 1 h 21 min 54 s 367 (224,686 km/h)                      | 2       | 25 + 1 |
| 2    | 4  | Lando Norris       | McLaren-Mercedes      | 53    | + 1 s 747                                               | 3       | 18     |
| 3    | 77 | Valtteri Bottas    | Mercedes              | 53    | + 4 s 921                                               | 19      | 15     |
| 4    | 16 | Charles Leclerc    | Ferrari               | 53    | + 7 s 309                                               | 5       | 12     |
| 5    | 11 | Sergio Pérez       | Red Bull-Honda        | 53    | + 8 s 723 (+ 5 s de pénalité)                           | 8       | 10     |
| 6    | 55 | Carlos Sainz Jr.   | Ferrari               | 53    | + 10 s 535                                              | 6       | 8      |
| 7    | 18 | Lance Stroll       | Aston Martin-Mercedes | 53    | + 15 s 804                                              | 9       | 6      |
| 8    | 14 | Fernando Alonso    | Alpine-Renault        | 53    | + 17 s 201                                              | 10      | 4      |
| 9    | 63 | George Russell     | Williams-Mercedes     | 53    | + 19 s 742                                              | 14      | 2      |
| 10   | 31 | Esteban Ocon       | Alpine-Renault        | 53    | + 20 s 868 (+ 5 secondes de pénalité purgées en course) | 12      | 1      |
| 11   | 6  | Nicholas Latifi    | Williams-Mercedes     | 53    | + 23 s 743                                              | 13      |        |
| 12   | 5  | Sebastian Vettel   | Aston Martin-Mercedes | 53    | + 24 s 621                                              | 11      |        |
| 13   | 99 | Antonio Giovinazzi | Alfa Romeo-Ferrari    | 53    | + 27 s 216                                              | 7       |        |
| 14   | 88 | Robert Kubica      | Alfa Romeo-Ferrari    | 53    | + 29 s 769                                              | 17      |        |
| 15   | 47 | Mick Schumacher    | Haas-Ferrari          | 53    | + 51 s 088                                              | 18      |        |
| Abd. | 9  | Nikita Mazepin     | Haas-Ferrari          | 41    | Moteur                                                  | 16      |        |
| Abd. | 44 | Lewis Hamilton     | Mercedes              | 25    | Accrochage                                              | 4       |        |
| Abd. | 33 | Max Verstappen     | Red Bull-Honda        | 25    | Accrochage                                              | 1       |        |
| Abd. | 10 | Pierre Gasly       | AlphaTauri-Honda      | 3     | Panne mécanique                                         | Pitlane |        |
| Np.  | 22 | Yuki Tsunoda       | AlphaTauri-Honda      | 0     | Freins                                                  | (15)    |        |

### Pole position et record du tour
- Meilleur temps en qualification :  Valtteri Bottas (Mercedes) en 1 min 19 s 555  (262,143 km/h)[26].
- Pole position :  Max Verstappen (Red Bull-Honda), deuxième de la qualification sprint de 18 tours en 27 min 56 s 403 (223,260 km/h).
- Valtteri Bottas, vainqueur de la qualification sprint en 27 min 54 s 078 (223,570 km/h), marque les trois points dévolus au vainqueur mais ne se voit pas attribuer la pole position à cause d'une pénalité l'envoyant en fond de grille[27],[28]. Une situation similaire s'était produite lors du Grand Prix de Monaco 2012 où Michael Schumacher, auteur du meilleur temps des qualifications mais pénalisé de 5 places sur la grille, avait cédé la pole position à Mark Webber[29].
- Meilleur tour en course :  Daniel Ricciardo (McLaren-Mercedes) en 1 min 24 s 812 (245,894 km/h) au cinquante-troisième tour ; vainqueur de la course, il remporte le point bonus associé au meilleur tour en course[30].

### Tours en tête
- Daniel Ricciardo (McLaren-Mercedes) : 48  tours (1-21 / 27-53)[31]
- Max Verstappen (Red Bull-Honda) : 1 tour  (22)
- Lando Norris (McLaren-Mercedes) : 1 tour  (23)
- Lewis Hamilton (Mercedes) : 2 tours  (24-25)
- Charles Leclerc (Ferrari)  : 1 tour  (26)

## Classements généraux à l'issue de la course
| Pos. | Pilote             | Écurie                | Points |
| ---- | ------------------ | --------------------- | ------ |
| 1    | Max Verstappen     | Red Bull-Honda        | 226,5  |
| 2    | Lewis Hamilton     | Mercedes              | 221,5  |
| 3    | Valtteri Bottas    | Mercedes              | 141    |
| 4    | Lando Norris       | McLaren-Mercedes      | 132    |
| 5    | Sergio Pérez       | Red Bull-Honda        | 118    |
| 6    | Charles Leclerc    | Ferrari               | 104    |
| 7    | Carlos Sainz Jr.   | Ferrari               | 97,5   |
| 8    | Daniel Ricciardo   | McLaren-Mercedes      | 83     |
| 9    | Pierre Gasly       | AlphaTauri-Honda      | 66     |
| 10   | Fernando Alonso    | Alpine-Renault        | 50     |
| 11   | Esteban Ocon       | Alpine-Renault        | 45     |
| 12   | Sebastian Vettel   | Aston Martin-Mercedes | 35     |
| 13   | Lance Stroll       | Aston Martin-Mercedes | 24     |
| 14   | Yuki Tsunoda       | AlphaTauri-Honda      | 18     |
| 15   | George Russell     | Williams-Mercedes     | 15     |
| 16   | Nicholas Latifi    | Williams-Mercedes     | 7      |
| 17   | Kimi Räikkönen     | Alfa Romeo-Ferrari    | 2      |
| 18   | Antonio Giovinazzi | Alfa Romeo-Ferrari    | 1      |

| Pos. | Écurie                | Points |
| ---- | --------------------- | ------ |
| 1    | Mercedes              | 362,5  |
| 2    | Red Bull-Honda        | 344,5  |
| 3    | McLaren-Mercedes      | 215    |
| 4    | Ferrari               | 201,5  |
| 5    | Alpine-Renault        | 95     |
| 6    | AlphaTauri-Honda      | 84     |
| 7    | Aston Martin-Mercedes | 59     |
| 8    | Williams-Mercedes     | 22     |
| 9    | Alfa Romeo-Ferrari    | 3      |

## Statistiques
Le Grand Prix d'Italie 2021 représente :
- la 11e pole position de Max Verstappen, sa huitième de la saison[34] ;
- la 8e victoire de Daniel Ricciardo ; sa précédente remontait au Grand Prix de Monaco 2018 (soit 67 Grands Prix)[35] ;
- la 183e victoire de McLaren en tant que constructeur ; la précédente remontait au Grand Prix du Brésil 2012 avec Jenson Button[36] ;
- le 48e doublé de l'écurie McLaren ; le précédent remontait au Grand Prix du Canada 2010 avec Lewis Hamilton devant Jenson Button[37].
- la 206e victoire de Mercedes en tant que motoriste[38].

Au cours de ce Grand Prix :
- testé positif au Covid-19 le samedi matin avant la troisième séance d'essais libres du Grand Prix des Pays-Bas, Kimi Räikkönen n'est toujours pas autorisé à rejoindre les paddocks, une semaine plus tard, à Monza ; Robert Kubica le remplace à nouveau au volant de l'Alfa Romeo C41 pour l'ensemble du weekend[39] ;
- les Aston Martin AMR21 de Sebastian Vettel et Lance Stroll arborent un logo 007, le matricule de James Bond, sur les flancs du cockpit, à la place du logo ailé de la marque pour faire la promotion du film Mourir peut attendre : « Aston Martin fait partie de l'ADN de Bond. C'est un partenariat qui n'a pas besoin d'être expliqué. »[40] ;
- McLaren inscrit 45 points (ceux du doublé auxquels s'ajoutent le meilleur tour en course et le point du résultat de la qualification sprint), le meilleur total d'une écurie sur une course cette saison[41] ;
- McLaren réalise, lors de la quatorzième manche, le premier doublé de la saison[42] ;
- sur le podium, Daniel Ricciardo procède à son traditionnel shoey de la victoire : il verse du vin pétillant dans sa bottine de course, le boit, et demande à ceux qui se trouvent autour de lui de faire de même : Lando Norris et Zak Brown acceptent tandis que Valtteri Bottas décline l'invitation[43] ;
- Daniel Ricciardo est élu « pilote du jour » à l'issue d'un vote organisé sur le site officiel de la Formule 1[44] ;
- l'abandon de Lewis Hamilton met fin à sa série de 63 arrivées consécutives (un record) ; il n'avait pas abandonné depuis le Grand Prix d'Autriche 2018[45] ;
- Vitantonio Liuzzi (80 départs en Grands Prix entre 2005 et 2011, 26 points inscrits) est nommé conseiller par la FIA pour aider dans leurs jugements le groupe des commissaires de course[46].